# Fussball Club Erzgebirge Aue 2011-2012
Questa voce raccoglie le informazioni riguardanti il Fussball Club Erzgebirge Aue nelle competizioni ufficiali della stagione 2011-2012.

## Stagione
Nella stagione 2011-2012 l'Erzgebirge Aue, allenato da Rico Schmitt e Karsten Baumann, concluse il campionato di 2. Bundesliga al 15º posto. In Coppa di Germania l'Erzgebirge Aue fu eliminato al secondo turno dal Norimberga.

## Rosa
| N. |                     | Ruolo | Calciatore       |
| -- | ------------------- | ----- | ---------------- |
| 1  | Germania (bandiera) | P     | Martin Männel    |
| 2  | Germania (bandiera) | D     | Pierre le Beau   |
| 4  | Germania (bandiera) | D     | Thomas Paulus    |
| 5  | Tunisia (bandiera)  | D     | Adli Lachheb     |
| 6  | Germania (bandiera) | C     | Kevin Schlitte   |
| 7  | Germania (bandiera) | A     | Ronny König      |
| 8  | Germania (bandiera) | C     | Mike Könnecke    |
| 9  | Germania (bandiera) | A     | Christian Cappek |
| 11 | Germania (bandiera) | A     | Halil Savran     |
| 13 | Germania (bandiera) | A     | Kevin Stephan    |
| 14 | Albania (bandiera)  | C     | Skerdilaid Curri |
| 15 | Germania (bandiera) | D     | René Klingbeil   |
| 16 | Germania (bandiera) | D     | Philipp Müller   |

| N. |                     | Ruolo | Calciatore      |
| -- | ------------------- | ----- | --------------- |
| 17 | Germania (bandiera) | C     | Jan Hochscheidt |
| 18 | Germania (bandiera) | A     | Enrico Kern     |
| 19 | Germania (bandiera) | A     | Patrick Sonntag |
| 20 | Germania (bandiera) | C     | Oliver Schröder |
| 21 | Germania (bandiera) | D     | Dominic Rau     |
| 22 | Germania (bandiera) | C     | Marc Hensel     |
| 23 | Germania (bandiera) | C     | Nicolas Höfler  |
| 24 | Germania (bandiera) | P     | Michael Arnold  |
| 25 | Turchia (bandiera)  | C     | Guido Koçer     |
| 26 | Germania (bandiera) | P     | Stephan Flauder |
| 27 | Germania (bandiera) | C     | Tobias Kempe    |
| 30 | Germania (bandiera) | D     | Fabian Müller   |
| 31 | Germania (bandiera) | A     | Thomas Stock    |

## Organigramma societario
Area tecnica
- Allenatore: Karsten Baumann
- Allenatore in seconda: Marco Kämpfe
- Preparatore dei portieri: Russi Petkov
- Preparatori atletici:

## Calciomercato

### Sessione estiva
| Acquisti | Acquisti         | Acquisti          | Acquisti |
| R.       | Nome             | da                | Modalità |
| -------- | ---------------- | ----------------- | -------- |
| A        | Christian Cappek | Wacker Burghausen |          |
| C        | Nicolas Höfler   | Friburgo          |          |
| C        | Guido Koçer      | Babelsberg        |          |
| A        | Ronny König      | RW Oberhausen     |          |
| C        | Mike Könnecke    | Wolfsburg II      |          |

| Cessioni | Cessioni          | Cessioni          | Cessioni |
| R.       | Nome              | a                 | Modalità |
| -------- | ----------------- | ----------------- | -------- |
| D        | Thomas Birk       | Chemnitz          |          |
| A        | Sebastian Glasner | Wacker Burghausen |          |
| D        | Patrick Milchraum | Karlsruhe         |          |
| C        | Jörn Wemmer       | Berliner AK 07    |          |

### Sessione invernale
| Acquisti | Acquisti     | Acquisti      | Acquisti |
| R.       | Nome         | da            | Modalità |
| -------- | ------------ | ------------- | -------- |
| A        | Halil Savran | Union Berlino |          |

| Cessioni | Cessioni      | Cessioni        | Cessioni |
| R.       | Nome          | a               | Modalità |
| -------- | ------------- | --------------- | -------- |
| A        | Alban Ramaj   | Carl Zeiss Jena |          |
| C        | Robert Strauß | Heidenheim      |          |

## Risultati

### 2. Bundesliga

#### Girone di andata
| Arbitro: | Gagelmann |

|            |           |  |
| Müller 53’ | Marcatori |  |

| Ingolstadt 22 luglio 2011, ore 18:00 CEST 2ª giornata | Ingolstadt 04 | 0 – 0 referto | Erzgebirge Aue | Audi-Sportpark (6 043 spett.)\| Arbitro: \| Fritz \| |
| Arbitro:                                              | Fritz         |               |                |                                                      |

| Arbitro: | Osmers |

|  |           |                        |
|  | Marcatori | 17’ Iashvili 78’ Krebs |

| Arbitro: | Siebert |

|                                         |           |  |
| Halfar 10’, 45’ Lauth 69’ Schäffler 72’ | Marcatori |  |

| Arbitro: | Bandurski |

|            |           |                 |
| Kruppke 7’ | Marcatori | 31’ Hochscheidt |

| Aue-Bad Schlema 29 agosto 2011, ore 20:15 CEST 6ª giornata | Erzgebirge Aue | 0 – 0 referto | Energie Cottbus | Sparkassen-Erzgebirgsstadion (9 400 spett.)\| Arbitro: \| Fritz \| |
| Arbitro:                                                   | Fritz          |               |                 |                                                                    |

| Arbitro: | Ittrich |

|               |           |          |
| Fillinger 53’ | Marcatori | 48’ Kern |

| Arbitro: | Zwayer |

|                     |           |                                                                  |
| König 49’ Koçer 72’ | Marcatori | 14’ (rig.) Langeneke 22’ Rösler 84’ Lukimya-Mulongoti 89’ Juanan |

| Arbitro: | Leicher |

|                       |           |                                  |
| Ebbers 20’ Sağlık 90’ | Marcatori | 60’ König 69’ Kempe 84’ Könnecke |

| Arbitro: | Aytekin |

|           |           |  |
| König 49’ | Marcatori |  |

| Arbitro: | Steuer |

|                         |           |  |
| Peković 41’ Sararer 58’ | Marcatori |  |

| Arbitro: | Winkmann |

|                   |           |                |
| Paulus 13’ (rig.) | Marcatori | 18’ Mattuschka |

| Arbitro: | Kempter |

|          |           |  |
| Mohr 60’ | Marcatori |  |

| Arbitro: | Brych |

|           |           |                         |
| König 45’ | Marcatori | 40’ Hoffer 86’ Idrissou |

| Arbitro: | Meyer |

|           |           |                      |
| Dedič 20’ | Marcatori | 56’, 90’ Hochscheidt |

| Arbitro: | Schmidt |

|            |           |                            |
| Höfler 20’ | Marcatori | 14’ Brosinski 90’ Exslager |

| Arbitro: | Schriever |

|                                                         |           |  |
| Maltritz 15’ Aydin 30’, 83’ Toski 41’, 50’ Federico 59’ | Marcatori |  |

#### Girone di ritorno
| Arbitro: | Steinhaus-Webb |

|          |           |           |
| Auer 49’ | Marcatori | 64’ Kempe |

| Arbitro: | Petersen |

|                 |           |           |
| Hochscheidt 84’ | Marcatori | 22’ Leitl |

| Arbitro: | Schriever |

|                   |           |           |
| Groß 22’ Haas 55’ | Marcatori | 17’ König |

| Aue-Bad Schlema 14 marzo 2012, ore 18:30 CET 21ª giornata | Erzgebirge Aue | 0 – 0 referto | Monaco 1860 | Sparkassen-Erzgebirgsstadion (7 500 spett.)\| Arbitro: \| Stegemann \| |
| Arbitro:                                                  | Stegemann      |               |             |                                                                        |

| Arbitro: | Siebert |

|                |           |                |
| Hochscheidt 6’ | Marcatori | 40’ Theuerkauf |

| Arbitro: | Sippel |

|                                  |           |  |
| Sørensen 11’ Rangelov 58’ (rig.) | Marcatori |  |

| Arbitro: | Cortus |

|                                     |           |                                      |
| Müller 20’ König 34’, 45’ Koçer 57’ | Marcatori | 19’ Görlitz 41’ Micanski 45’ Gledson |

| Arbitro: | Gagelmann |

|                                 |           |          |
| Beister 22’ Ilsø 65’ Bröker 72’ | Marcatori | 4’ Koçer |

| Arbitro: | Wingenbach |

|                    |           |           |
| König 55’ Kern 90’ | Marcatori | 21’ Bruns |

| Arbitro: | Welz |

|  |           |                 |
|  | Marcatori | 22’ Hochscheidt |

| Arbitro: | Gräfe |

|            |           |            |
| Savran 55’ | Marcatori | 43’ Occéan |

| Arbitro: | Brych |

|        |           |  |
| Ede 9’ | Marcatori |  |

| Arbitro: | Kampka |

|  |           |                         |
|  | Marcatori | 45’ Rupp 68’ Proschwitz |

| Arbitro: | Meyer |

|                                          |           |  |
| Meier 28’ Kittel 44’ Jung 54’ Köhler 83’ | Marcatori |  |

| Arbitro: | Perl |

|            |           |              |
| Müller 17’ | Marcatori | 45’ Schuppan |

| Arbitro: | Fritz |

|                      |           |           |
| Šukalo 18’ Wolze 23’ | Marcatori | 56’ König |

| Arbitro: | Welz |

|                        |           |                 |
| Klingbeil 6’ Curri 66’ | Marcatori | 57’ (aut.) Beau |

### Coppa di Germania
| Arbitro: | Willenborg |

|             |           |                                                  |
| Lerandy 78’ | Marcatori | 35’ (rig.) Paulus 100’ Hochscheidt 119’ Könnecke |

| Arbitro: | Kinhöfer |

|           |           |                           |
| König 78’ | Marcatori | 64’ Esswein 68’ Wießmeier |

## Statistiche

### Statistiche di squadra
| Competizione      | Punti | In casa | In casa | In casa | In casa | In casa | In casa | In trasferta | In trasferta | In trasferta | In trasferta | In trasferta | In trasferta | Totale | Totale | Totale | Totale | Totale | Totale | DR  |
| Competizione      | Punti | G       | V       | N       | P       | Gf      | Gs      | G            | V            | N            | P            | Gf           | Gs           | G      | V      | N      | P      | Gf     | Gs     | DR  |
| ----------------- | ----- | ------- | ------- | ------- | ------- | ------- | ------- | ------------ | ------------ | ------------ | ------------ | ------------ | ------------ | ------ | ------ | ------ | ------ | ------ | ------ | --- |
| 2. Bundesliga     | 35    | 17      | 5       | 7       | 5       | 19      | 22      | 17           | 3            | 4            | 10           | 12           | 33           | 34     | 8      | 11     | 15     | 31     | 55     | -24 |
| Coppa di Germania | -     | 1       | 0       | 0       | 1       | 1       | 2       | 1            | 1            | 0            | 0            | 3            | 1            | 2      | 1      | 0      | 1      | 4      | 3      | +1  |
| Totale            | 35    | 18      | 5       | 7       | 6       | 20      | 24      | 18           | 4            | 4            | 10           | 15           | 34           | 36     | 9      | 11     | 16     | 35     | 58     | -23 |

### Andamento in campionato
| Giornata  | 1 | 2 | 3  | 4  | 5  | 6  | 7  | 8  | 9  | 10 | 11 | 12 | 13 | 14 | 15 | 16 | 17 | 18 | 19 | 20 | 21 | 22 | 23 | 24 | 25 | 26 | 27 | 28 | 29 | 30 | 31 | 32 | 33 | 34 |
| --------- | - | - | -- | -- | -- | -- | -- | -- | -- | -- | -- | -- | -- | -- | -- | -- | -- | -- | -- | -- | -- | -- | -- | -- | -- | -- | -- | -- | -- | -- | -- | -- | -- | -- |
| Luogo     | C | T | C  | T  | T  | C  | T  | C  | T  | C  | T  | C  | T  | C  | T  | C  | T  | T  | C  | T  | C  | C  | T  | C  | T  | C  | T  | C  | T  | C  | T  | C  | T  | C  |
| Risultato | V | N | P  | P  | N  | N  | N  | P  | V  | V  | P  | N  | P  | P  | V  | P  | P  | N  | N  | P  | N  | N  | P  | V  | P  | V  | V  | N  | P  | P  | P  | N  | P  | V  |
| Posizione | 8 | 7 | 10 | 13 | 11 | 11 | 12 | 13 | 10 | 10 | 10 | 11 | 11 | 12 | 12 | 11 | 12 | 13 | 13 | 13 | 13 | 12 | 13 | 12 | 12 | 12 | 12 | 12 | 13 | 14 | 15 | 15 | 15 | 15 |

Legenda:

Luogo: C = Casa; T = Trasferta. Risultato: V = Vittoria; N = Pareggio; P = Sconfitta.

### Statistiche dei giocatori
| Giocatore      | 2. Bundesliga | 2. Bundesliga | 2. Bundesliga | 2. Bundesliga | Coppa di Germania | Coppa di Germania | Coppa di Germania | Coppa di Germania | Totale   | Totale | Totale      | Totale     |
| Giocatore      | Presenze      | Reti          | Ammonizioni   | Espulsioni    | Presenze          | Reti              | Ammonizioni       | Espulsioni        | Presenze | Reti   | Ammonizioni | Espulsioni |
| -------------- | ------------- | ------------- | ------------- | ------------- | ----------------- | ----------------- | ----------------- | ----------------- | -------- | ------ | ----------- | ---------- |
| M. Arnold      | 0             | 0             | 0             | 0             | 0                 | 0                 | 0                 | 0                 | 0        | 0      | 0           | 0          |
| P. Beau        | 24            | 0             | 6             | 1             | 1                 | 0                 | 0                 | 0                 | 25       | 0      | 6           | 1          |
| C. Cappek      | 5             | 0             | 0             | 0             | 1                 | 0                 | 0                 | 0                 | 6        | 0      | 0           | 0          |
| S. Curri       | 12            | 1             | 1             | 0             | 1                 | 0                 | 0                 | 0                 | 13       | 1      | 1           | 0          |
| S. Flauder     | 0             | 0             | 0             | 0             | 0                 | 0                 | 0                 | 0                 | 0        | 0      | 0           | 0          |
| M. Hensel      | 30            | 0             | 10            | 1             | 1                 | 0                 | 0                 | 0                 | 31       | 0      | 10          | 1          |
| J. Hochscheidt | 33            | 6             | 2             | 0             | 2                 | 1                 | 1                 | 0                 | 35       | 7      | 3           | 0          |
| N. Höfler      | 13            | 1             | 4             | 0             | 1                 | 0                 | 1                 | 0                 | 14       | 1      | 5           | 0          |
| T. Kempe       | 27            | 2             | 6             | 0             | 1                 | 0                 | 0                 | 0                 | 28       | 2      | 6           | 0          |
| E. Kern        | 21            | 2             | 1             | 0             | 1                 | 0                 | 0                 | 0                 | 22       | 2      | 1           | 0          |
| R. Klingbeil   | 34            | 1             | 4             | 0             | 2                 | 0                 | 0                 | 0                 | 36       | 1      | 4           | 0          |
| G. Koçer       | 29            | 3             | 6             | 0             | 1                 | 0                 | 0                 | 0                 | 30       | 3      | 6           | 0          |
| R. König       | 33            | 9             | 3             | 0             | 2                 | 1                 | 1                 | 0                 | 35       | 10     | 4           | 0          |
| M. Könnecke    | 22            | 1             | 1             | 0             | 2                 | 1                 | 0                 | 0                 | 24       | 2      | 1           | 0          |
| A. Lachheb     | 23            | 0             | 3             | 2             | 2                 | 0                 | 0                 | 0                 | 25       | 0      | 3           | 2          |
| M. Männel      | 34            | 0             | 4             | 0             | 2                 | 0                 | 1                 | 0                 | 36       | 0      | 5           | 0          |
| F. Müller      | 26            | 3             | 0             | 1             | 1                 | 0                 | 0                 | 0                 | 27       | 3      | 0           | 1          |
| P. Müller      | 0             | 0             | 0             | 0             | 0                 | 0                 | 0                 | 0                 | 0        | 0      | 0           | 0          |
| T. Paulus      | 24            | 1             | 4             | 0             | 2                 | 1                 | 1                 | 0                 | 26       | 2      | 5           | 0          |
| A. Ramaj       | 3             | 0             | 0             | 0             | 1                 | 0                 | 0                 | 0                 | 4        | 0      | 0           | 0          |
| D. Rau         | 8             | 0             | 0             | 0             | 0                 | 0                 | 0                 | 0                 | 8        | 0      | 0           | 0          |
| H. Savran      | 12            | 1             | 4             | 0             | 0                 | 0                 | 0                 | 0                 | 12       | 1      | 4           | 0          |
| K. Schlitte    | 31            | 0             | 13            | 0             | 2                 | 0                 | 1                 | 0                 | 33       | 0      | 14          | 0          |
| O. Schröder    | 27            | 0             | 1             | 0             | 1                 | 0                 | 0                 | 0                 | 28       | 0      | 1           | 0          |
| P. Sonntag     | 0             | 0             | 0             | 0             | 0                 | 0                 | 0                 | 0                 | 0        | 0      | 0           | 0          |
| K. Stephan     | 1             | 0             | 0             | 0             | 0                 | 0                 | 0                 | 0                 | 1        | 0      | 0           | 0          |
| T. Stock       | 0             | 0             | 0             | 0             | 0                 | 0                 | 0                 | 0                 | 0        | 0      | 0           | 0          |
| R. Strauß      | 2             | 0             | 0             | 0             | 1                 | 0                 | 0                 | 0                 | 3        | 0      | 0           | 0          |